# Slut-shaming
Il termine slut-shaming (in italiano umiliazione da sgualdrina o anche stigma della puttana) è un neologismo nato in ambito filosofico femminista per definire l'atto di far sentire una donna colpevole o inferiore per determinati comportamenti o desideri sessuali che si discostino dalle aspettative di genere tradizionali o ortodosse, o che possano essere considerati contrari alla regola naturale o soprannaturale/religiosa. Alcuni esempi di comportamenti per cui le donne sono sottoposte allo slut-shaming includono: violazioni del codice di abbigliamento socialmente accettato quando si vestono in modo sessualmente provocante, le richieste di accesso al controllo delle nascite, e persino l'essere violentate o aggredite sessualmente.

## Panoramica

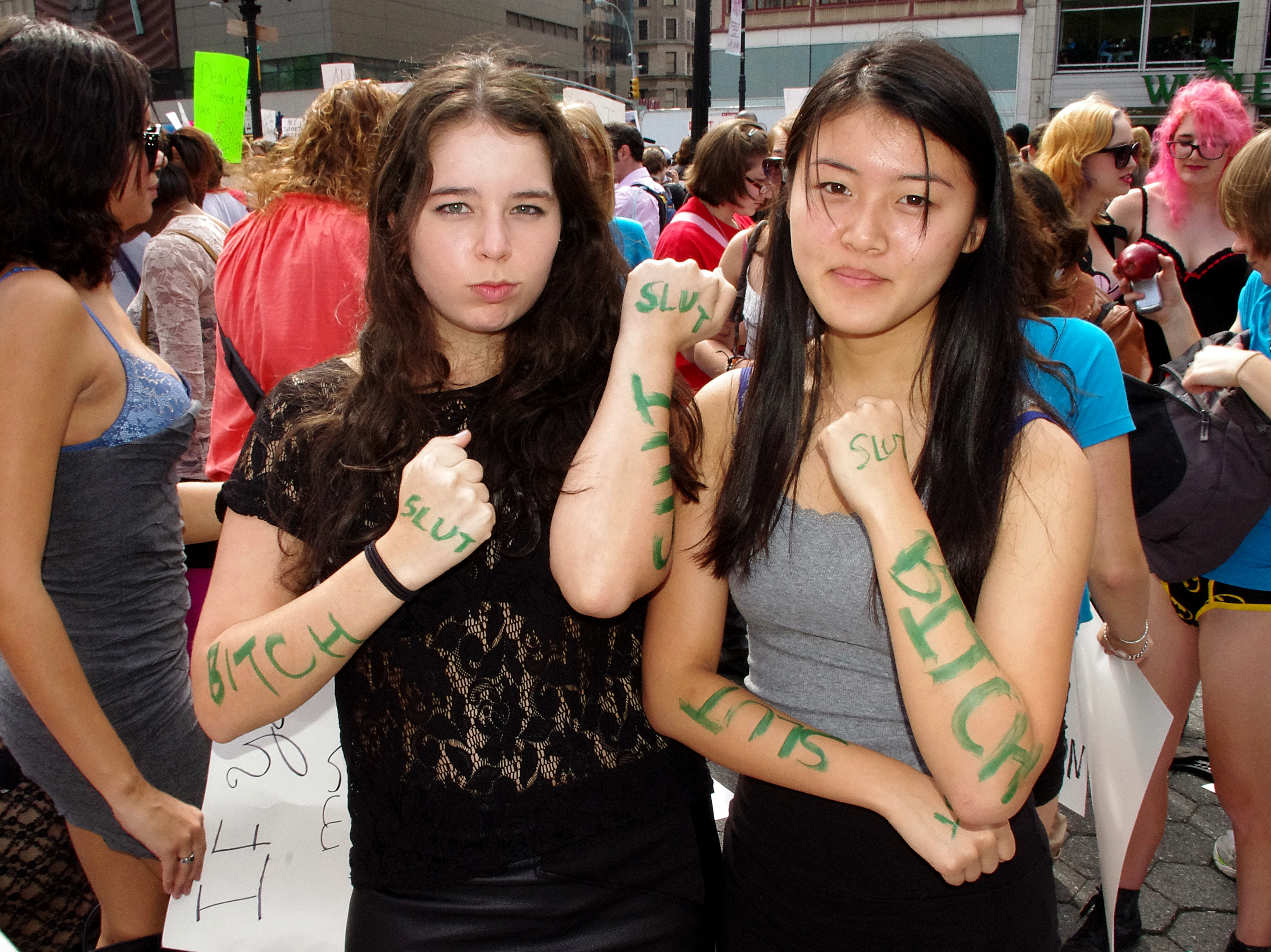
Proteste contro la colpevolizzazione della vittima e lo slut-shaming alla SlutWalk di New York dell'ottobre 2011.

Le femministe definiscono lo slut-shaming come un processo in cui le donne vengono attaccate per la loro trasgressione dei codici di condotta sessuale, ovvero ammonite per comportamenti o desideri che sono più sessuali di quanto la società trovi accettabile. Emily Bazelon dice che l'onta è "retrograda, il contrario di femminista.  Chiamare una ragazza puttana l'avverte che c'è una linea: lei può essere sessuale, ma non troppo sessuale".
Le femministe hanno dichiarato che lo slut shaming è usato contro le donne da parte di uomini e donne. Jessica Ringrose ha sostenuto che essa funziona tra donne come un modo per sublimare la gelosia sessuale "in una forma socialmente accettabile di critica sociale dell'espressione sessuale femminile". È anche usata come forma di colpevolizzazione della vittima di stupro e aggressione sessuale, ad esempio sostenendo che il reato è stato causato (in parte o del tutto) dalla donna che indossa abiti succinti e provocanti o che agisce in maniera sfacciata e sessuale prima di non acconsentire al sesso.

## Eventi importanti
La marcia di protesta SlutWalk fu inaugurata a Toronto in risposta alla vicenda in cui un agente di polizia locale disse a un gruppo di studentesse che avrebbero potuto evitare la violenza sessuale se non si fossero vestite come "troie".
Il termine è stato poi utilizzato per descrivere le osservazioni di Rush Limbaugh durante la polemica Rush Limbaugh-Sandra Fluke. Si è ipotizzato che la discussione potrebbe avere effetti a lungo termine sul peso dell'onta della sgualdrina nei media radiotelevisivi.